# Đài Truyền hình Quốc gia Bulgaria
Đài Truyền hình Quốc gia Bulgaria (tiếng Bulgaria: Българска национална телевизия, đã Latinh hoá: Balgarska natsionalna televizia; tiếng Anh: Bulgarian National Television viết tắt: BNT (БНТ)) là tổ chức phát sóng công cộng quốc gia thuộc sở hữu của chính phủ Bulgaria. Thành lập vào ngày 25 tháng 12 năm 1959. BNT là thành viên của tổ chức Liên hiệp Phát sóng châu Âu, EGTA, IMZ, CIRCOM, FIAT và BBLF.

## Kênh truyền hình
| Logo | Tên      | Tên         | Ghi chú                                                                            |
| Logo | Tên kênh | Tên bản ngữ | Ghi chú                                                                            |
| ---- | -------- | ----------- | ---------------------------------------------------------------------------------- |
|      | BNT 1    | БНТ 1       | Kênh truyền hình thiết yếu, phát sóng 24/7.                                        |
|      | BNT 2    | БНТ 2       | Kênh truyền hình văn hóa, giải trí, phim và chương trình địa phương.               |
|      | BNT 3    | БНТ 3       | Kênh truyền hình thể thao (bao gồm các giải đấu địa phương và quốc tế).            |
|      | BNT 4    | БНТ 4       | Kênh truyền hình tổng hợp các chương trình dành cho khán giả hải ngoại và quốc tế. |

## Logo

1959–2008
2008-2018